# バート・ケーニヒ
バート・ケーニヒ (ドイツ語: Bad König, ドイツ語発音: [baːt ˈkøːnɪç]) はドイツ連邦共和国ヘッセン州オーデンヴァルト郡に属す市。オーデンヴァルトの中央に位置する保養地である。

## 地理

### 隣接する市町村
バート・ケーニヒは、北はヘーヒスト・イム・オーデンヴァルトとリュッツェルバッハ、東と南はミヒェルシュタット、西はブロムバッハタールとブレンスバッハと境を接する。

### 市の構成
この市には、首邑であるバート・ケーニヒ地区の他、ツェル地区、モーマルト地区、エッツエン＝ゲゼス地区、フュルステングルント地区、キムバッハ地区、ニーダー＝キンツィヒ地区、グムパースベルク集落を含むオーバー＝キンツィヒ地区が属す。

## 歴史

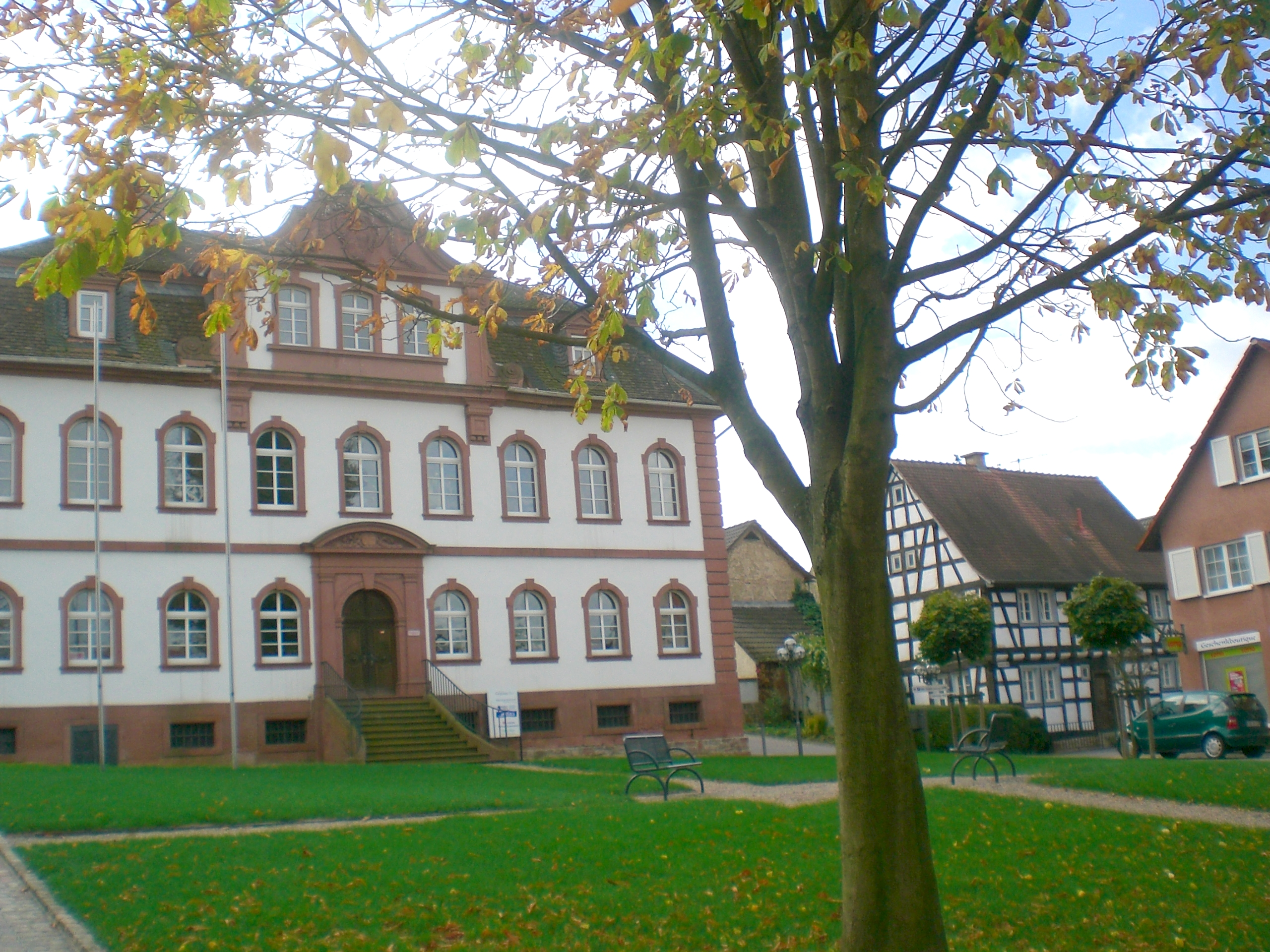
バート・ケーニヒ城

バート・ケーニヒははゲルマン時代の入植地であった。ローマ時代には "Quintiacum" として知られていた。"Quintiacha" の名前はバート・ケーニヒのことで820年から822年に文献上に記録されている。中世には、最初帝国直轄地であったが、後にフルダ帝国修道院領となった。バート・ケーニヒは中世初期にはすでに防衛施設が整えられ、ツェントの裁判所やツェントの行政施設が設けられた。1477年には「マインツ選帝侯のレーエン、Künnig」は献酌侍従コンラート・フォン・エアバッハに与えられた。エアバッハの所領分割に伴って、1747年にアムト・ケーニヒはエアバッハ＝シェーンベルク伯領となった。1948年にケーニヒは、「州でよく知られた鉱泉町」と称し、1980年にこのオーデンヴァルトの鉱泉町に都市権が与えられた。

## ユダヤ人組織
ケーニヒには1939年までユダヤ人組織があった。その発足は18世紀にまで遡る。ユダヤ人人口が最も多かったのは1880年頃で100人が住んでいた。ユダヤ人家族は家畜や馬の売買、穀物や小麦の売買、手工業製品や食品雑貨、ガラス、陶磁器の取引を行っていた。J.Mannhaimer社は農業機械の大きな会社である。ユダヤ人保養客のためにカシュルートを遵守したペンションが設立された。1795年から97年に建設されたシナゴーグは、1938年11月の迫害運動によって甚大な損傷を受け、1939年に取り壊された。1933年には72人のユダヤ人がこの街に住んでいた。11月迫害運動に関連した残虐な状況によってそのほとんどがこの街から去っていった。1939年からは食料品を購入することもできなくなった。少なくとも10人のユダヤ人がバート・ケーニヒから強制収容所へ送られ、殺害された。

## 行政

### 市議会
バート・ケーニヒの市議会は27議席からなる。地区審議会は、エッツェン＝ゲゼス地区、フュルステングルント地区、キムバッハ地区、ニーダー＝キンツィヒ地区、オーバー＝キンツィヒ地区、ツェル地区にある。

### 姉妹都市
- アルジャンタ（フランス、コレーズ県）1982年

## 経済と社会資本

### 交通
この街は連邦道B45号線を介して交通網と接続している。オーデンヴァルト鉄道は、バート・ケーニヒとツェルからネッカータール地方およびフランクフルト・アム・マインやダルムシュタットを結んでいる。

## 引用
1. ↑  Hessisches Statistisches Landesamt: Bevölkerung in Hessen am 31.12.2023 (Landkreise, kreisfreie Städte und Gemeinden, Einwohnerzahlen auf Grundlage des Zensus 2011)]
2. ↑  Max Mangold, ed (2005). Duden, Aussprachewörterbuch (6 ed.). Dudenverl. pp. 181, 476. ISBN 978-3-411-04066-7
3. ↑  ユダヤ人歴史に関する情報